# 赵霄
赵霄（1062年—1109年），字彦昭，瑞安人，北宋文人、官員。
其先世会稽人，五代始徙永嘉。十歲能賦詩《猛虎行》，甚工整。與兄少孤，由叔父分其家業，稍长將財產都让与兄長，前往京师（今河南省开封市），入太学，任國子司業。崇寧五年丙戌（1106）科登進士第，任颖昌府长葛主簿、济州州学教授，迁辟雍正，兼摄司业，終官承事郎，大观三年，卒於任上。與许景衡、周行己、戴述、劉安節、劉安上、张辉、沈躬行、蔣元中等並稱“永嘉九先生”。